# Jeff Bagwell
Pour les articles homonymes, voir Bagwell.
Jeffrey Robert Bagwell (né le 27 mai 1968 à Boston, Massachusetts, États-Unis) est un ancien joueur de premier but des Astros de Houston de la Ligue majeure de baseball. 
Il est élu au Temple de la renommée du baseball en 2017.
Joueur de 1991 à 2005, il passe toute sa carrière avec les Astros de Houston, est voté recrue de l'année de la Ligue nationale en 1991, est quatre fois choisi pour le match des étoiles, remporte trois Bâtons d'argent, un Gant doré et est le joueur par excellence de la Ligue nationale en 1994. Il termine sa carrière avec 449 coups de circuit. Son numéro d'uniforme (le 5) est retiré par les Astros le 26 août 2007.

## Début de carrière
Jeff Bagwell a grandi à Killingworth dans le Connecticut. Il est diplômé du Xavier High School, un lycée catholique privé situé à Middletown (Connecticut), où il excelle dans les équipes de football et de baseball. Après le lycée, il suit les cours de l'université d'Hartford. Sa moyenne au bâton est supérieure à 0,400 lors de chacune de ses trois saisons et il frappe au moins un coup sûr dans 87 de ses 112 matchs universitaires. Il est nommé deux fois Joueur de l'année de la Eastern College Athletic Conference. Au terme de sa troisième année universitaire, il est choisi au 4e tour de la draft 1989 par les Red Sox de Boston (109e choix global). Le 30 août 1990, il est transféré aux Astros en échange de Larry Andersen, un lanceur de relève. Considéré comme un joueur de troisième but prometteur, Jeff Bagwell était barré par Wade Boggs, le titulaire des Red Sox à l'époque.

## Astros de Houston (1991-2005)

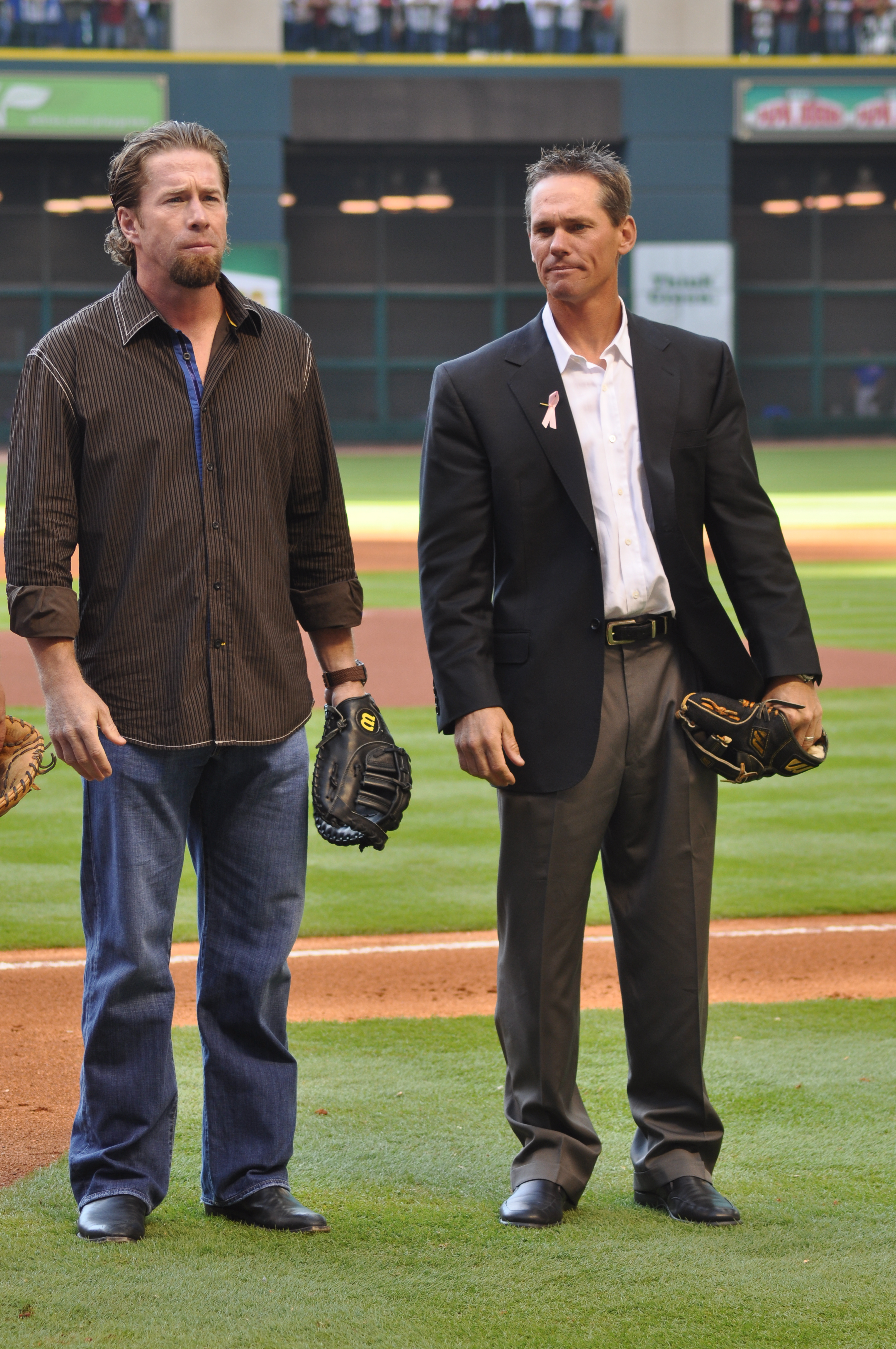
Les Killer B's : Jeff Bagwell et Craig Biggio (photographiés en 2009) ont passé toute leur carrière avec les Astros de Houston et ont été coéquipiers de 1991 à 2005.

Arrivé à Houston, Jeff Bagwell est repositionné au premier but pendant la pré-saison, le poste de troisième but étant occupé par Ken Caminiti depuis trois saisons. Il joue 156 rencontres pour sa première saison au plus niveau. Il obtient 15 coups de circuits, 82 points produits et 75 buts sur balles avec une moyenne au bâton de 0,294. Il mène les Astros dans plusieurs catégories statistiques et est nommé meilleur joueur de l'équipe. Il devient le premier joueur des Astros à être élu recrue de l'année, avec 118 points sur 120 points possibles
En 1994, la saison est raccourcie en raison d'une grève des joueurs. Jeff Bagwell conclut sa meilleure saison professionnelle par un titre de Meilleur joueur de la Ligue nationale obtenu à l'unanimité. Il frappe 39 circuits, 104 points (1er de la ligue) et produit 116 points (1er de la ligue) avec une moyenne au bâton de 0,368 (2e de la ligue) en seulement 110 matchs. Il reçoit son premier trophée Silver Slugger pour ses performances à la frappe et son premier gant doré grâce à 120 assistances, meilleur total des joueurs de premier but de la ligue. Il est également sélectionné pour le match des étoiles de la ligue majeure de baseball.

Entre 1996 et 2001, il aligne 6 saisons avec plus de 30 circuits, plus de 100 points produits, plus de 100 points et plus de 100 buts sur balles. Sa moyenne au bâton dépasse 0,300 lors de quatre saisons et il remporte deux autres trophées Silver Slugger  pendant cette période. Il participe aussi à trois matchs des étoiles en 1996, 1997 et 1999. En 1997, il devient le premier joueur au poste de premier but à frapper au moins 30 circuits tout en volant 30 bases sur une saison (43 circuits et 31 vols de base). Il rééditera cette performance en 1999 avec 42 circuits et 30 vols de base.

En 2001, Jeff Bagwell signe une extension de contrat de cinq ans avec les Astros. Malgré une opération à un ligament de l'épaule, ses performances se maintiennent pendant trois saisons, mais déclinent lors de la saison 2004. Un mois après le début de la saison 2005, il est placé sur la liste des blessés pour une arthrite persistance dans son épaule. Dans l'incapacité de lancer, il revient quand même en fin de saison au poste de frappeur d'urgence et participe à la conquête du titre de Ligue nationale. Il participe aux quatre rencontres de série mondiale face aux White Sox de Chicago, mais ne frappe qu'un seul coup sûr sur huit présences au bâton. Les Astros sont balayés par des White Sox qui attendaient un titre depuis 1917.

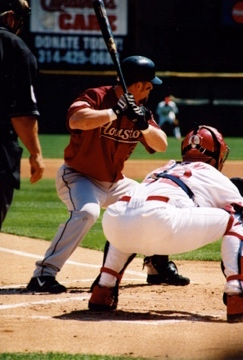
Jeff Bagwell (à gauche) au bâton en 2007.

Depuis 2011, Bagwell est candidat à l'élection au Temple de la renommée du baseball. Dans le bulletin de vote présenté annuellement aux membres de l'Association des chroniqueurs de baseball d'Amérique, un joueur doit voir son nom apparaître sur au minimum 75 % des bulletins pour être élu, et un joueur a 15 années pour atteindre ce nombre. Bagwell reçoit 41,7 % d'appuis en 2011 et ce nombre grimpe à 56 % en janvier 2012. En 2013, il rate l'élection à nouveau avec des appuis de 59,6 %, ce qui le place troisième au scrutin derrière son ex-coéquipier Craig Biggio et Jack Morris. Ses appuis chutent à 54,3 % en 2014 et remontent légèrement pour atteindre 55,7 % en 2015, année où son ex-coéquipier Biggio est à son troisième essai élu au Panthéon. En 2016, le nom de Bagwell apparaît sur 71,6 % des bulletins et il ne rate l'élection que par 15 votes. Bagwell est élu au Temple de la renommée le 18 janvier 2017 alors qu'il reçoit 86,2 % des votes.

## Problèmes de santé
Le 23 janvier 2006, les Astros annoncent le dépôt d'une demande d'indemnisation auprès de leur compagnie d'assurance pour le paiement du salaire de Bagwell. Ils espéraient récupérer 15,6 millions USD sur les 17 millions USD que le club devait verser au joueur pour 2006. Selon le contrat d'assurance, les Astros ne pouvaient pas licencier Bagwell sans perdre d'argent et le joueur ne pouvait pas être aligné sur un terrain sous peine de nullité. Cette décision aurait pu marquer la fin de carrière de Jeff Bagwell. Cependant, le 24 février, Jeff Bagwell se présente au camp d'entraînement dans l'espoir de participer à la saison 2006. Il participe à 14 rencontres d'entraînement, frappant 7 coups sûrs et produisant 2 points avec une moyenne de 0,219. Le 25 mars, il annonce qu'il débutera la saison sur la liste des blessés en raison d'une douleur persistante à l'épaule. Le 28 mars, la demande d'indemnisation est refusée, obligeant le club à payer la totalité du salaire de la dernière année de contrat de Bagwell. Le 11 novembre 2006, Jeff Bagwell se déclare agent libre, mais annonce sa retraite un mois plus tard, le 15 décembre.

## Statistiques en carrière
| Statistiques de frappeur |            |            |      |      |      |      |     |    |     |      |     |    |      |      |       |       |       |
|                          |            |            | G    | AB   | R    | H    | 2B  | 3B | HR  | RBI  | SB  | CS | BB   | SO   | BA    | OBP   | SLG   |
| Totaux                   | 15 saisons | 15 saisons | 2150 | 7797 | 1517 | 2314 | 488 | 32 | 449 | 1529 | 202 | 78 | 1401 | 1558 | 0,297 | 0,408 | 0,540 |